# Lovce
Lovce (deutsch Lotze, ungarisch Kislóc – bis 1907 Lóc) ist eine Gemeinde im Westen der Slowakei mit 703 Einwohnern (Stand 31. Dezember 2024), die zum Kreis Okres Zlaté Moravce, einem Teil des Nitriansky kraj, gehört.

## Geographie
Die Gemeinde befindet sich im nordöstlichen Teil des slowakischen Donautieflands, am nordöstlichen Rand von dessen Untereinheit Žitavská pahorkatina, im Tal des Baches Bolkov im Einzugsgebiet der Žitava und am südlichen Hang des Tribetzgebirges. Das Ortszentrum liegt auf einer Höhe von 270 m n.m. und ist achteinhalb Kilometer von Zlaté Moravce entfernt.
Nachbargemeinden sind Klátova Nová Ves (Ortsteile Klátova Nová Ves und Janova Ves) im Norden, Žikava im Osten und Hosťovce im Süden und Westen.

## Geschichte
Lovce wurde zum ersten Mal 1323 als Vlog schriftlich erwähnt und war ursprünglich landadliger Besitz. 1343 wurde der Ort Bestandteil der Herrschaft der Burg Hrušov, später der Herrschaft Topoľčianky. 1536 gab es vier Porta, 1601 standen 15 Häuser im Ort, 1720 gab es sieben Steuerzahler, 1828 zählte man 44 Häuser und 278 Einwohner.
Bis 1918 gehörte der im Komitat Bars liegende Ort zum Königreich Ungarn und kam danach zur Tschechoslowakei beziehungsweise heute Slowakei. In der ersten tschechoslowakischen Republik war Lovce ein von Kleinbauern und Arbeitern bewohnter Ort.

## Bevölkerung
| Jahr                | 1994 | 2004    | 2014    | 2024    |
| ------------------- | ---- | ------- | ------- | ------- |
| Anzahl der Personen | 661  | 699     | 661     | 703     |
| Unterschied         |      | +5,74 % | −5,43 % | +6,35 % |

| Jahr                | 2023 | 2024    |
| ------------------- | ---- | ------- |
| Anzahl der Personen | 704  | 703     |
| Unterschied         |      | −0,14 % |

Gemäß der Volkszählung 2011 wohnten in Lovce 684 Einwohner, davon 619 Slowaken sowie jeweils ein Magyare und Pole. 63 Einwohner machten keine Angabe zur Ethnie.
584 Einwohner bekannten sich zur römisch-katholischen Kirche und drei Einwohner zu den Zeugen Jehovas. 12 Einwohner waren konfessionslos und bei 85 Einwohnern wurde die Konfession nicht ermittelt.

## Bauwerke und Denkmäler
- römisch-katholische Kirche Christus König im klassizistischen Stil aus dem Jahr 1780, im 20. Jahrhundert erweitert
- zwei Wegekapellen im spätklassizistischen Stil aus dem 19. Jahrhundert